# Schrøder-Plast
Schrøder-Plast A/S, tidligere A. Schrøder Kemi var en kemisk virksomhed ved Juelsminde, som nu indgår i SP Moulding A/S under SP Group A/S.
Virksomheden blev grundlagt 1963 af Anton Schrøder, som senere overdrog ledelsen til sin datter Ulla Schrøder. Under navnet ASK Belysninger fremstillede fabrikken også i 1970'erne belysninger designet af blandt andre Bent Karlby. Fabrikken udgav i 1978 Den lille gule om plast. I 1989 havde virksomheden 120 medarbejdere, hvilket før fusionen var øget til 160.
SP Moulding A/S opstod i 2005 som en fusion af det tidligere Kaiserplast A/S, Schrøder-Plast A/S, Sønderborg Plast A/S og Stig Ravn A/S. SP Moulding er beliggende på Schrøder-Plasts tidligere adresse Savværksvej 28 i Klakring.